# Експерименталният звуков филм на Диксън
„Експерименталният звуков филм на Диксън“ (на английски: The Dickson Experimental Sound Film) е американски късометражен филм от 1894 година, заснет от режисьора Уилям Кенеди Диксън в студиото Блек Мария при лабораториите на Томас Едисън в Ню Джърси. Той е първият известен филм в историята на кинематографията със записан на живо звук и е първият такъв, заснет по изобретената от Диксън и Едисън звукова система за кинетоскоп. Няма доказателства, че филма някога е бил представян пред публика в оригиналния си вид. Дигитализираната и реставрирана версия от 2003 година е единственият оцелял до наши дни звуков филм, заснет с кинетоскоп. Лентата се съхранява в „Националния филмов регистър“ при „Библиотеката на конгреса на САЩ“.

## Сюжет
Диксън свири на цигулка пред записващата цилиндрична тръба на фонографа. Вдясно от него на преден план двама мъже танцуват под звуците на музиката. В последните секунди четвърти мъж бързо пресича от ляво надясно зад тръбата.

## В ролите
- Уилям Кенеди Диксън като цигуларя